# Candelabrum austrogeorgiae
Candelabrum austrogeorgiae is een hydroïdpoliep uit de familie Candelabridae. De poliep komt uit het geslacht Candelabrum. Candelabrum austrogeorgiae werd in 1904 voor het eerst wetenschappelijk beschreven door Elof Jäderholm.
De soort werd in 1902 gevonden bij Zuid-Georgia tijdens de Zweedse Antarctica-expeditie van 1901-1903.